# أنتوني باوي
أنتوني باوي (بالإنجليزية: Anthony Bowie)‏ مواليد 9 نوفمبر 1963 في تلسا، هو لاعب كرة سلة أمريكي معتزل تحول إلى التدريب بعد الاعتزال بدأ مسيرته الاحترافية في سنة 1986. تم اختياره من قبل فريق هيوستن روكتس خلال الدرافت. يبلغ طوله 6 قدم 6 بوصة (2.0 م). اعتزل اللعب في 2002.

## المسيرة الاحترافية
لعب مع سان أنطونيو سبرز في سنة 1989، ثم لعب مع هيوستن روكتس في موسم 1989–1990، ثم لعب مع بالاكانسترو فاريزي في الدوري الإيطالي في موسم 1990–1991، ثم لعب مع أورلاندو ماجيك من سنة 1991 إلى 1996، ثم لعب مع أولمبيا ميلانو في الدوري الإيطالي في موسم 1996–1997، ثم لعب مع نيويورك نيكس في سنة 1998، ثم لعب مع زالغيريس لكرة السلة في موسم 1998–1999.

## روابط خارجية
- أنتوني باوي على موقع الدوري الأوروبي لكرة السلة (الإنجليزية)
- أنتوني باوي على موقع إن بي أي (الإنجليزية)
- أنتوني باوي على موقع سبورتس رفرنس (الإنجليزية)
- أنتوني باوي على موقع كرة السلة الأوروبية.كوم (الإنجليزية)
- أنتوني باوي على موقع كلية كرة السلة في سبورتس رفرنس.كوم (الإنجليزية)
- أنتوني باوي على موقع ريلجم (الإنجليزية)
- أنتوني باوي على موقع بروبوليرز (الإنجليزية)
- أنتوني باوي على موقع سبورتس رفرنس (الإنجليزية)